# Murtidhunga
Murtidhunga (nep. मुर्तीढुङ्गा) – gaun wikas samiti we wschodniej części Nepalu w strefie Kośi w dystrykcie Dhankuta. Według nepalskiego spisu powszechnego z 2001 roku liczył on 761 gospodarstw domowych i 4085 mieszkańców (2117 kobiet i 1968 mężczyzn).